# Xenodon severus
Xenodon severus är en ormart som beskrevs av den svenske systematikens fader, Carl von Linné 1758. Xenodon severus ingår i släktet Xenodon, och familjen snokar. Inga underarter finns listade i Catalogue of Life.

## Utbredning
X. severus är en art som förekommer i norra Sydamerika i Colombia, Venezuela, Guyana, Peru, Bolivia och Brasilien.